# Simonetta Sommaruga
Simonetta Myriam Sommaruga (Zugo, 14 maggio 1960) è una politica svizzera, membro del Partito Socialista Svizzero, membro per 12 anni (2010-2022) del Consiglio federale dove ha diretto il Dipartimento federale dell'ambiente, dei trasporti, dell'energia e delle comunicazioni. È stata vicepresidente della Confederazione svizzera per l'anno 2014 e nel 2015 è diventata presidente e poi nuovamente vicepresidente per l'anno 2019 e presidente nel 2020.

## Biografia

### Gioventù
Simonetta Sommaruga cresce con due fratelli e una sorella a Sins nel Canton Argovia. Frequenta il liceo di Immensee nel Canton Svitto dove ottiene la maturità. In seguito segue una formazione per diventare pianista a Lucerna, in California e a Roma. Dal 1988 al 1991 studia lettere all'Università di Friburgo senza ottenere la laurea.

### Carriera politica

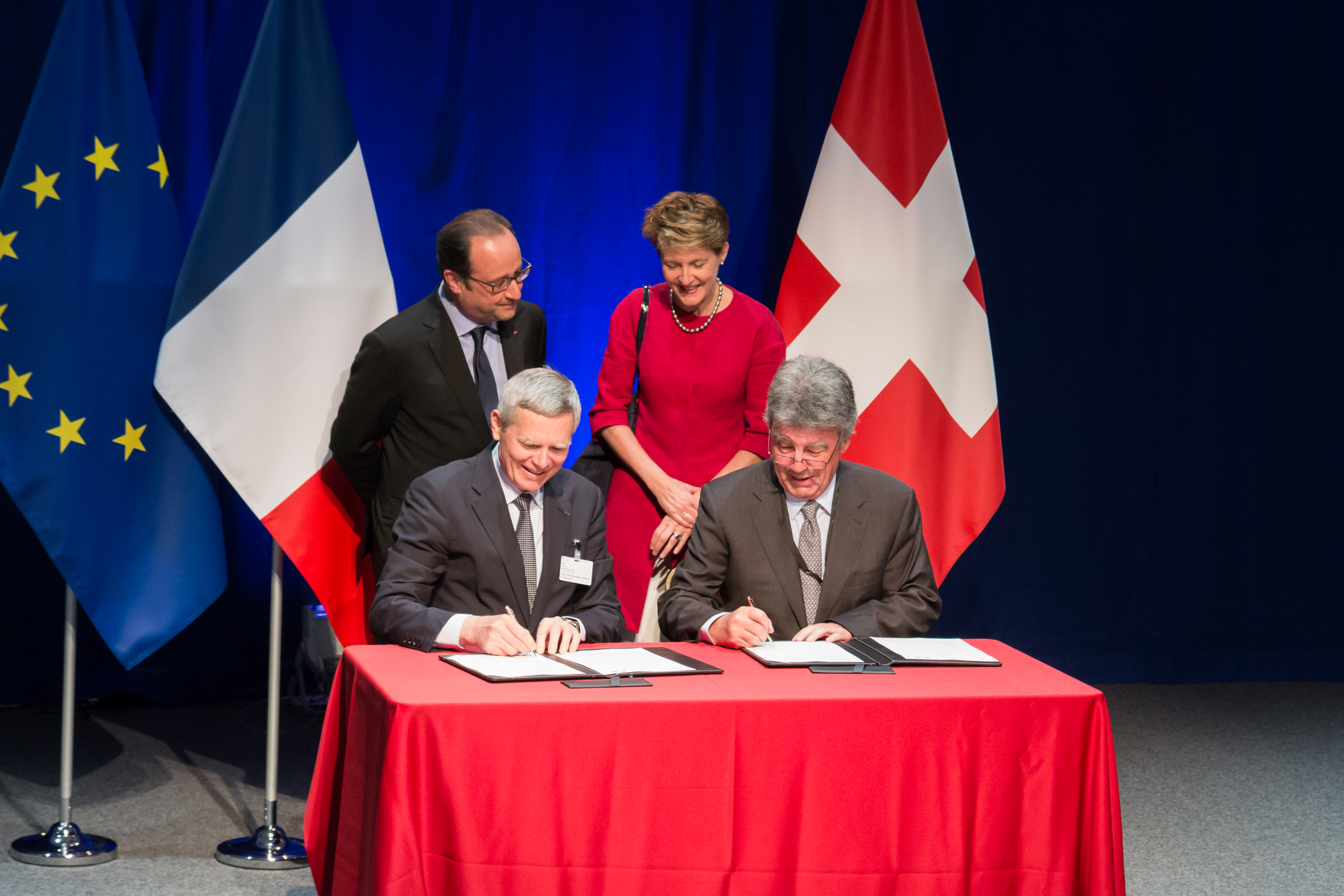
Firma dell'accordo tra l'École polytechnique e l'EPFL, alla presenza del presidente francese François Hollande e della presidente svizzera Simonetta Sommaruga

Alla base della sua carriera politica si trova il suo mandato di direttrice della Stiftung für Konsumentenschutz (Fondazione per la protezione dei consumatori) che ricopre dal 1993 al 1999. È in seguito nominata presidente della medesima fondazione e dell'Opera svizzera di aiuto alla cooperazione Swissaid dal 2003.
Deputata al Gran Consiglio del Canton Berna per il Partito Socialista  (PS) dal 1981 al 1990 è in seguito consigliera comunale a Köniz (dal gennaio 1998 al dicembre 2005). Nel 1999, è eletta al Consiglio nazionale. Nel 2003, è eletta al Consiglio degli Stati per il Canton Berna.
L'11 agosto 2010 annuncia la sua candidatura al Consiglio federale per succedere al collega di partito Moritz Leuenberger. Il gruppo parlamentare socialista la nomina candidata ufficiale insieme a Jacqueline Fehr. Il 22 settembre 2010 viene eletta al quarto turno. Il 27 settembre 2010 le viene assegnato il Dipartimento federale di giustizia e polizia. Dal 2019 è a capo del Dipartimento federale dell'ambiente, dei trasporti, dell'energia e delle comunicazioni. 
A novembre 2022 ha annunciato le sue dimissioni da Consigliera federale per la fine dell'anno, motivando la scelta con la volontà di prendersi cura del marito colpito da un ictus.

### Vita privata
Sommaruga è sposata con lo scrittore Lukas Hartmann e vive a Spiegel, quartiere di Berna.

## Pubblicazioni
- Für eine moderne Schweiz. Ein praktischer Reformplan, con Rudolf Strahm, ed. Nagel & Kimche, Monaco di Baviera, 2005, ISBN 3312003563
- (DE)   (PDF) Gurtenmanifest für eine neue und fortschrittliche SP-Politik (manifesto di Gurten per una politica progressista del PS), con Henri Huber, Tobias Kästli e Wolf Linder, 10 maggio 2001.